# Šibenik-Tunnel
Der Šibeník-Tunnel (slowakisch Tunel Šibeník) ist ein 588 m langer zweiröhriger Autobahntunnel in der Nordslowakei bei Levoča, auf der Autobahn D1, Bauabschnitt Jánovce–Jablonov, 2. Abschnitt. Er befindet sich südöstlich der Stadt Levoča und trägt den Namen des 652 m n.m. hohen Hügels Šibeník südlich des Tunnels. Unmittelbar westlich schließt sich die Raststätte Levoča an.
Baubeginn war im Juni 2012 und es wurde die Neue Österreichische Tunnelbaumethode (NÖT) verwendet. Vom Anfang an wurden zwei Röhren gebaut. Am 12. August 2013 kam es zu einem Unfall, als bei Entschärfung ein Sprengsatz unerwartet explodierte und durch darauffolgenden fallenden Gestein wurde der Sprengmeister getötet sowie fünf weitere Bauarbeiter verletzt, zwei davon schwer. Der feierliche Durchschlag der südlichen Röhre fand am 21. März 2014 statt.
Der Tunnel wurde am 30. November 2015 zusammen mit dem Teilabschnitt Levoča–Jablonov dem Verkehr freigegeben. Die Höchstgeschwindigkeit beträgt 100 km/h und der Tunnel ist für Gefahrguttransporte ohne Beschränkungen passierbar (Tunnelkategorie A nach dem ADR).